# Yanick Dupre Memorial Award
Yanick Dupre Memorial Award – nagroda przyznawana w każdym sezonie w lidze American Hockey League zawodnikowi, który najlepiej przedstawia ducha Yanicka Duprea z jego udziałem we wspólnocie. Nazwa nagrody pochodzi od nazwiska zawodnika Philadelphia Flyers, który zmarł w wieku 25 lat na białaczkę.

## Lista zdobywców
- 2015–2016 – Ryan Carpenter, San Jose Barracuda
- 2014–2015 – Kyle Hagel, Charlotte Checkers
- 2013–2014 – Eric Neilson, Syracuse Crunch
- 2012–2013 – Michael Zigomanis, Toronto Marlies
- 2011–2012 – Nick Petrecki, Worcester Sharks
- 2010–2011 – Cody Bass, Binghamton Senators
- 2009–2010 – Josh Tordjman, San Antonio Rampage
- 2008–2009 – Brandon Rogers, Houston Aeros
- 2007–2008 – Denis Hamel, Binghamton Senators
- 2006–2007 – Matt Carkner, Wilkes-Barre/Scranton Penguins
- 2005–2006 – Mitch Fritz, Springfield Falcons
- 2004–2005 – Duncan Milroy, Hamilton Bulldogs
- 2003–2004 – Kurtis Foster, Chicago Wolves
- 2002–2003 – Jimmy Roy, Manitoba Moose
- 2001–2002 – Travis Roche, Houston Aeros
- 2000–2001 – Mike Minard, St. John’s Maple Leafs
- 1999–2000 – Mike Minard, Hamilton Bulldogs
- 1998–1999 – Brent Thompson, Hartford Wolf Pack
- 1997–1998 – John Jakopin, Beast of New Haven